# Научная энциклопедия Отто
«Энциклопедия Отто» (чеш. Ottova encyklopedie), более точно «Научный словарь Отто. Иллюстрированная энциклопедия общих знаний» (чеш. Ottův slovník naučný. Illustrovaná encyklopædie obecných vědomostí) — крупнейшая универсальная энциклопедия на чешском языке, изданная в 1888—1909 годах, которая до сих пор остаётся актуальным источником информации по целому ряду направлений (особенно применительно к чешской истории и культуре). Названа по имени инициатора её создания и издателя — чешского общественного деятеля и библиофила Яна Отто. Дерек Сейер в своей книге по чешской истории писал о ней как о непревзойдённой энциклопедии на родине и одной из самых лучших и полных энциклопедий в истории человечества, которая уступала, по его мнению, разве что Британнике.
Энциклопедия насчитывала 28 томов весьма значительного объёма (27 основных томов и 1 дополнительный; объём некоторых томов — больше тысячи страниц). Общее число статей в ней — около 186 тысяч, общее число страниц — 28 912, 4888 иллюстраций и 479 страниц с дополнительными материалами. Авторский коллектив включал 55 главных редакторов и около 1100 авторов, среди которых были крупнейшие учёные Чехии того времени. Характерной особенностью энциклопедии являлся очень глубокий уровень проработки материала: в ней имелось достаточно значительное число статей размером порядка 10 страниц, а размер нескольких статей на самые важные, по мнению авторов, темы составлял более 100 страниц.
В 1930 году компания Jan Otto Ltd. под руководством К. Б. Мадла, свояка Отто, начала выпуск дополнения — «Научного словаря Отто нового времени» (Ottův slovník naučný nové doby). До 1943 года, когда проект был остановлен нацистами для экономии бумаги, вышло 12 томов до конца буквы U и подготовлено 2 последних тома, которые не были опубликованы, а их текст утерян.
В 1996—2003 годах энциклопедия была переиздана, вскоре появилось и издание на CD-ROM. Название «Ottův slovník naučný» было официально зарегистрировано как товарный знак 22 мая 1995 года. Статьи энциклопедии находятся в общественном достоянии.